# 御嶽山県立自然公園
御嶽山県立自然公園（おんたけさんけんりつしぜんこうえん）は、岐阜県飛騨地方南東部に位置する県立自然公園。面積4,276 ha。1999年（平成11年）4月1日指定。

## 概要
岐阜県の東側に位置する御嶽山を中心とした領域。域内に濁河温泉がある。
特別地域2,397 ha、普通地域1,879 ha。

## 地理

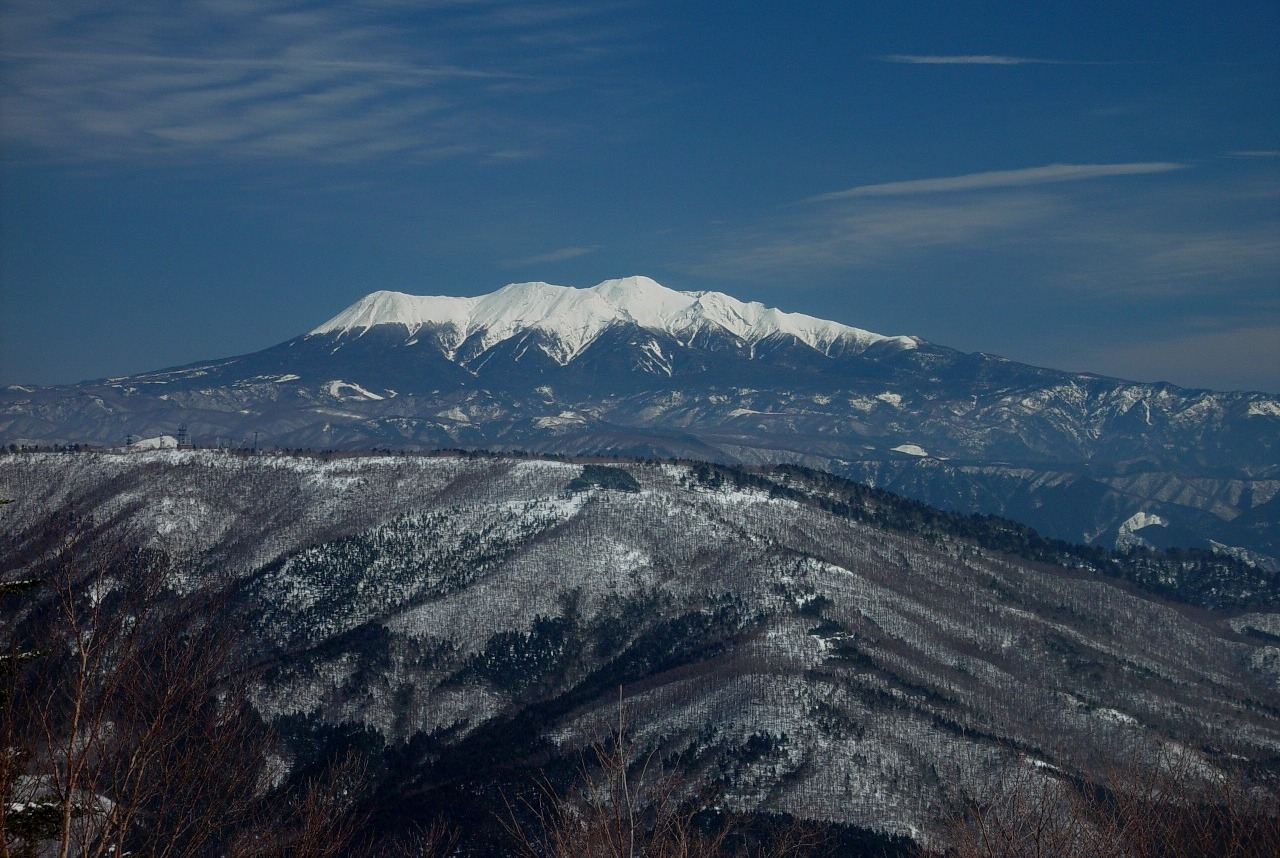
岐阜県側の位山から望む御嶽山

### 主な山岳
- 御嶽山
  - 剣ヶ峰（最高点3,067mは長野県内、一ノ池外周にピーク峰3,053mがある）
  - 摩利支天山
  - 継子岳
  - 継母岳

### 主な湖沼

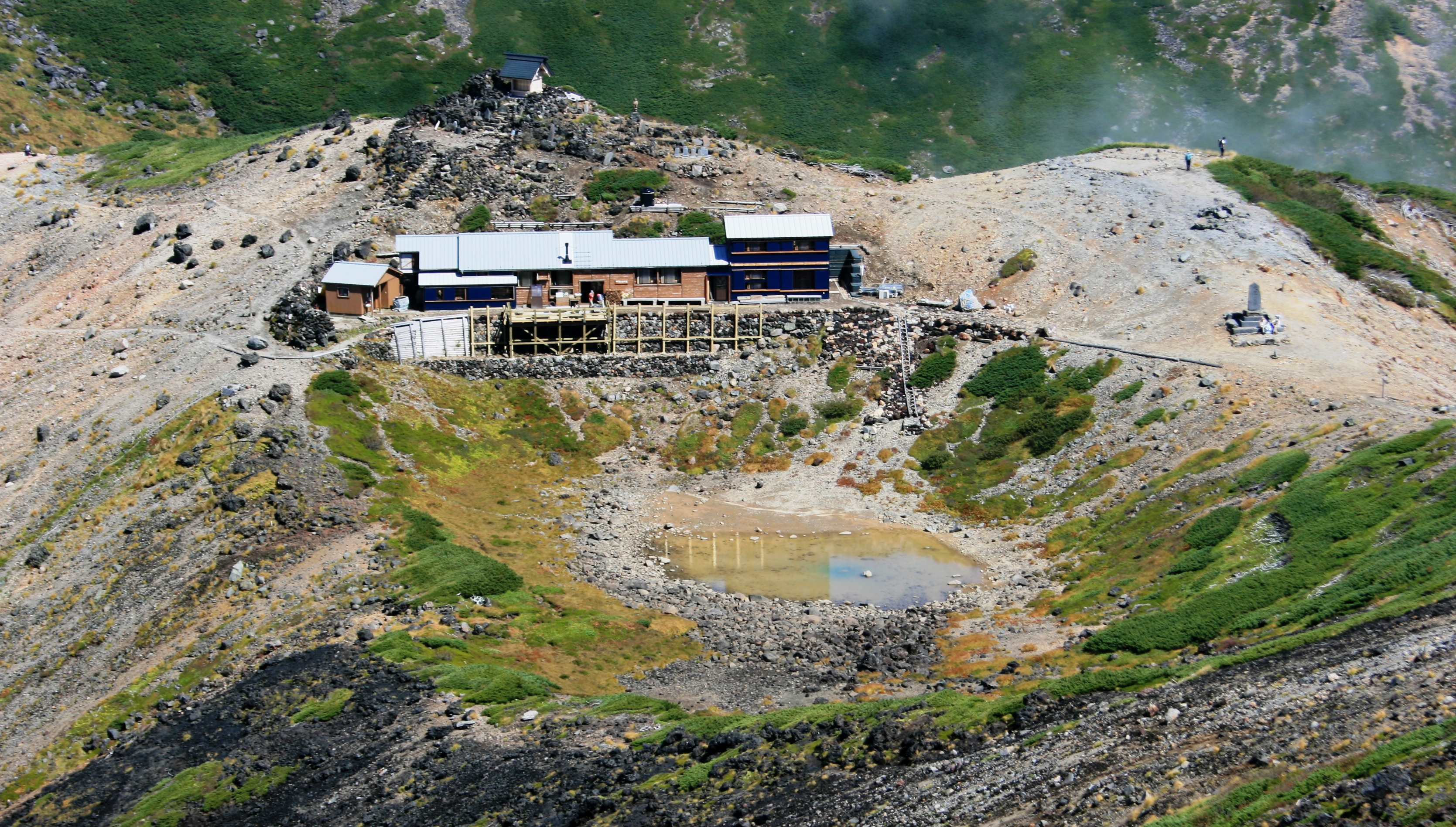
五ノ池と五の池小屋

- 五ノ池（一ノ池、二ノ池、三ノ池、四の池は長野県内）

### 主な滝
- 仙人滝
- 胡桃大滝

## 関連市町村
- 下呂市（旧小坂町）
- 高山市（旧朝日村・旧高根村）